# Gilberto Smith
Gilberto Smith Duquesne (Itabo, Matanzas, 31 de diciembre de 1920 - La Habana, 9 de abril de 2010), conocido popularmente como El Rey Langosta o Rey Langosta, fue uno de lo más prestigiosos y laureados chef cubanos. Su sobrenombre se debe a que era experto en la preparación de platos a base de pescado y mariscos, especialmente la langosta.
Entre sus membresías y títulos se encuentran, Presidente Vitalicio de la Federación de Asociaciones Culinarias de la República de Cuba, Presidente de la Federación Culinaria de América Latina y el Caribe, Miembro efectivo de la Academia Culinaria de Francia, Miembro de honor de la Asociación de Cocineros de Japón,  Miembro de honor de la Asociación Mundial de Chefs (WACS), doctor honoris causa de la Escuela Superior de Hotelería y Gastronomía de Pozdan, Polonia. Por sus aportes a la cultura culinaria y como chef fue distinguido como Hijo Ilustre de la Ciudad de Santiago de Cuba y ostenta la Orden Nacional Nicolás Guillen, de la UNEAC y la Orden por la Cultura Nacional.

## Biográfica
Nacido el 31 de diciembre de 1920, en el poblado de  Itabo, provincia de Matanzas, Cuba, desde los 14 años de edad comenzó a dar sus primeros pasos en el arte culinario, teniendo como maestro al chef de cocina, el catalán Juan Cañiella del restaurante Carmelo de la calle calzada en La Habana. El chef Smith Duquesne fue un experto en la preparación de platos a base de pescado y mariscos. Lo fue también en los asados y en los pasteles. Conoció a la  perfección los secretos de las cocinas española, francesa, italiana, judía, china y eslava. Entre sus aportes a la Cocina internacional se puede citar algunas de sus más de 200 creaciones como; Langosta al Café, Camarones Tropicana, Crema de langosta Especial Smith, Consomé de Tortuga, Gambas al Limón, Cóctel Salsa Mulata, Huevos Bocaditos del Rey, Quimbombó a la Habanera, Pata-Panza y Tripa de Campeón, Tortilla Interventora del Chef, Tortillas de Frutas al Ron, Pollo Suprema a lo Smith, Pato Siglo de las Luces, Pavo Relleno de mi América, Langosta Coppelia, Langosta Hemingway, Langosta a lo Macondo, Langosta Cecilia, Liebre de mi Rancho, Rosbif de mi Patrón, Pierna de Cerdo Guacanayabo, Pargo al Ron, Bistec de Calamares, Langosta de mi América, Langosta Mariposa, Langosta a la Naranja, Langosta Salto Mayor, Langosta Geraldine Chaplin, Langosta Especial de Ocasión, Langosta Cardenal Smith, Langosta Kayac, Langosta Varadero, Goulash a la Habanera, Langosta Guantanamera, Langosta al Ron, Langosta Brigitte, Papaya Ardiente, Calidoscopio, de igual forma  trabajó en la creación de comidas afrodisíacas.
La internacionalización y el prestigio que asumió su trabajo le permitirían dedicarle a Alicia Alonso su Langosta Coppelia, mientras que al autor de El viejo y el mar le propondría una exquisita Langosta Hemingway, teniendo en cuenta las aficiones marítimas del escritor. También le dedicó a otras personalidades internacionales como: Geraldine Chaplin (Langosta Geraldine Chaplin), Brigitte Bardot (Langosta Brigitte), así como diferentes lugares como: La Habana, Varadero, América, Guantánamo, Tropicana o al pueblo ficticio Macondo, descrito en la novela Cien años de soledad por Gabriel García Márquez.
Impartió clases magistrales, numerosos cursos y conferencia en diversos países, autor de artículos y libros de recetas de cocina internacional, entre los que se encuentran: Yo soy el chef, Rey Langosta, Rejos de Langosta, De Itabo a Florencia, Visión Histórica de la cocina cubana, Encuentros en la Cocina de América, Comidas Afrodisíacas, entre otros.
Fue un activo participante y organizador de eventos de arte culinario tanto en su país, como a nivel internacional, teniendo como principal objetivo estrechar las relaciones de hermandad entre los cocineros del mundo, siempre trabajando por dignificar esta profesión. Asesor de Ferias y Exposiciones Internacionales. Iniciador de los banquetes "Dinner Cigar" realizados cada año en Cuba organizados por Habanos S.A. y que confluyeron en el Festival del Habano, uno de los principales eventos mundiales del mundo del tabaco Premium.
Fue promotor y asesor internacional de fondos exportables de Caribex S.A. en Europa, profesor de escuelas culinarias de Japón, Canadá y España.
El Día de la Cocina Cubana se estableció en honor a la victoria de un equipo de cocineros encabezados por Smith, quienes ganaron la Medalla de Oro al Esfuerzo Decisivo en la Olimpiada Culinaria celebrada en Fráncfort del Meno, Alemania.
Es considerado el embajador gastronómico de Cuba y de la WACS para América Latina. Cocinó para diversas personalidades, entre las que se encuentran: el presidente Fidel Castro, el rey Juan Carlos I, Felipe González, Manuel Fraga, Georges Pompidou, Jacques Chirac, François Mitterrand, Pierre Trudeau, Yorgos Papandréu, Salvador Allende, Josephine Baker, Nat King Cole,  Maurice Chevalier, Gilbert Becaud, Gabriel García Márquez, Alejo Carpentier, Ernest Hemingway, Brigitte Bardot, Édith Piaf, Julio Iglesias, Joan Manuel Serrat, Gilberto Santa Rosa, Carlos Saura, Geraldine Chaplin, Paco Rabanne, Claudia Cardinale, Romy Schneider, Alicia Alonso, Alain Delon, entre otros.
En su honor, desde 2007 existe un aula de superación profesional en la sede de la Federación con su nombre, para cocineros con más de 10 años de experiencia.
Entre sus obras más conocidas se encuentra Rey Langosta: Creaciones del Maestro Gilberto Smith, editado en 2000 por la Casa de las Américas y reeditado en coauspicio con Ediciones Aurelia.
Fallece el 9 de abril de 2010, a la edad de 90 años, en su residencia en La Habana, Cuba.
Como tributo a su obra fue develada una estatua el 18 de octubre (Día de la Cocina Cubana) del propio año, en la sede de la Federación Culinarias en la capital cubana. El autor de la obra es el escultor holguinero Silvio Leonardo Pérez.
El 29 de diciembre de 2020 se realiza una Cancelación postal por el Centenario del Natalicio del Dr Honoris Causa Chef Gilberto Smith Duquesne, en el Restaurant Escuela ArteChef, en La Habana Cuba

## Membresías
- Presidente Vitalicio de la Federación de Asociaciones Culinarias de la República de Cuba.
- Presidente de la Federación Culinaria de América Latina y el Caribe.
- Miembro efectivo de la Academia Culinaria de Francia, poseía la Medalla de Oro de esa institución.
- Miembro de honor de la Asociación de Cocineros de Japón, en 1982, el emperador Hirohito le confirió su Medalla de Oro Especial. (una de las condecoraciones más selectas, que hasta entonces no había sido entregada a ningún extranjero).
- Miembro de honor de la Asociación Mundial de Chefs (WACS).
- Doctor honoris causa de la Escuela Superior de Hotelería y Gastronomía de Pozdan, Polonia.
- Miembro de Honor de la Asociación Culinaria de Suiza.
- Miembro de la Academia Culinaria de Israel.
- Miembro de la Federación de Cocina de Sudáfrica.
- Miembro de la Federación Italiana de Cocina.
- Miembro de la Federación Alemana de Cocineros.
- Miembro de Honor Vitalicio de la Federación de Cocineros de Norteamérica.
- Miembro de los Gorros Blancos de España.
- Miembro del exclusivo club La Casserole de Paris.
- Miembro de Honor de la Federación de Cocineros de Croacia.
- Miembro de Honor y Medalla de AREGALA (Asociación de Restauradores Enólogos y Escritores Gastronómicos de América Latina y España).
- Miembro Honorario de la Hermandad de los Chef, Quito-Ecuador.
- Profesor Honorario del Instituto de Administración Hotelera y Turismo del Perú.
- Miembro Honorario de la Escuela Integral Gastronómica de Córdoba, Argentina.
- Diploma de Honor de la Asociación de Chef de Bolivia.
- Miembro Honorario de la Escuela Gastronómica de Venezuela.
- Socio Honorario de la Asociación de Chef de Costa Rica.

## Premios y reconocimientos
- Distinguido como Hijo Ilustre de la Ciudad de Santiago de Cuba.
- Orden Nacional Nicolás Guillen, de la UNEAC.
- Orden por la Cultura Nacional, Cuba.
- Medalla Cordon Bleu.
- Medalla de Honor, avalada por el Emperador Hirohito, Japón.
- Bandeja de Plata, Congreso Austro-Húngaro, IKAHOGA.
- Medalla de Oro de la Academia Culinaria de Francia, en Congreso Austro-Húngaro de la WACS.
- Premio de Oro en la Olimpiada de Frankfurt de Meno, Alemania
- Orden Amigo del Cocinero, Italia.
- Medalla de Oro Olimpiadas IKA 84.
- Medalla de Oro Federación Culinaria Canadiense.
- Medalla de Oro Especial Festival de Vancouver.
- Medalla de Oro de la Federación Alemana.
- Plato de Plata AREGALA.
- Medalla Dorada IV Festival Gastronómico de Costa Rica.
- Premio Identidad e Integración Latino Americana y del Caribe, a través de la Gastronomía (Círculo Gastronómico Lima, Perú).
- Chef del Milenio (Mega evento Gastronómico Perú 2001.
- Medalla Le Cordon Bleu (Academia de las Artes Culinarias de París en Perú).
- Medalla Chef Internacional (Escuela Alta Cocina del Instituto de los Andes, Perú.
- Premio y Medalla Internacional Catalina de Medici, Italia.